# Biserica Adormirea Maicii Domnului din Comloșu Mare
Biserica Adormirea Maicii Domnului din Comloșu Mare este un monument istoric aflat pe teritoriul satului Comloșu Mare, comuna Comloșu Mare.